# キッドvsキャット
『キッド vs キャット』（英: Kid vs Kat）はカナダのテレビアニメ。制作はカナダのアニメ制作会社Studio B Productions and Decode Entertainmentで、カナダのYTVで放送された。2011年現在2シーズンが放送され、第1シーズンが2008年10月25日から翌2009年11月30日までに全26話が、第2シーズンが2010年9月11日から翌2011年7月4日までに全26話が放送された。日本ではディズニーXDで放送された。

## あらすじ
ブーツビルという町に暮らすバートンバーガー家が猫型宇宙人キャットを拾ったことで、彼らの生活が一変する。キャットが地球征服しようと企んでいると思っているバートンバーガー家の長男クープはそれを阻止しようとするが、キャットや周りの人間たちに振り回されていく。

## 登場人物
クープ・バートンバーガー（Coop Burtonburger）
声：エリン・マシューズ/斎藤千和
1998年（平成10年）10月25日生まれ
主人公、10歳の男の子。行動力に優れ、お人好しな性格で、キャットとの仲は良くない。キャットを地球を征服しようとする悪い宇宙人だと思っていて、野望を阻止しようと奮闘する。自分の平和な生活を守り、そして地球を救うためにいつもキャットの企みを阻止しているため、いつも二人の喧嘩だけというつもりではない。しかし、ほとんどの人がキャットの正体を知らないため（デニスとフィオナだけが正体を知っている）、逆に怒られてしまう事も。
「キャプテン・ブラステロイド」という宇宙ヒーローのファンでもある。デニスとは親友である。マンソンさんの姪のフィオナに恋をしている。
キャット（Kat）
声：キャサリン・バー
惑星キャットニップからやってきた猫型宇宙人。発明に長けており、日用品等を改造して武器を作ったりと、野望を阻止しようとするクープを何が何でも倒そうと思っているが、ミリーには逆らえない。キャットフードの「フィッシー・フリスキー・ビッツ」が好物で、自分の地下室に山ほどあるが、実はそれを惑星キャットニップに持って帰るのが目的。家族がいる。惑星キャットニップで研究員をしている恋人がいて、彼女は人間を敵視しているキャットたちと違い、クープたちに協力的でしかも人語が喋れる。
普通の猫とは違うため、周りからは「毛のない猫」と言われる事もある。
バート・バートンバーガー（Burt Burtonburger）
声：トレバー・デュバル/仁科洋平
クープの父。メガネをかけていて、仕事熱心だが少しおっちょこちょい。「交換ハウス」という店を経営している。自分のお隣に住んでいるマンソンさんの事を「マンソンおばあさん」と呼びそうになる事があり、マンソンさんとは長い付き合いであるのか、彼女が来ただけで怯える事も。
ミリー・バートンバーガー（Millie Burtonburger）
声：キャサリン・バー/小林希唯
2000年（平成12年）10月27日生まれ
メガネとそばかすが特徴のクープの妹。キャットを世話し、彼からも可愛がられているが、時々キャットにおしゃれなどをさせて遊んでいる。クープの事は「お兄ちゃん」と呼ぶ。自分の思い通りにいかない場合は大声で泣き、その威力はガラスを割る程。また、歌が音痴である。
なお、フィオナとはあまり仲が良くなく、たまにライバル心が出る事もある。
「グリーニーガールズ」というガールスカウトに所属している。
デニス・チャン（Dennis Chan）
声：キャシー・ウェスラック/一色まゆ
1998年（平成10年）9月15日生まれ
香港系カナダ人のクープの親友。キャットの正体を知っているため、クープと一緒に阻止する事があるが弱気な性格なのか、たまに逃げ出してしまう事も。
頭の回転が速く、学校では優等生な素振りを見せる部分もところもある。クープと同じく「キャプテン・ブラステロイド」のファンである。
ヘンリー（Henry）
声：ヴィンセント・トン/樫井笙人
デニスの父。
フィオナ・マンソン（Fiona Munson）
声：キアラ・ザンニ
1999年（平成11年）9月11日生まれ
マンソンさんの姪。クープの片思いの相手。金髪と青緑色の目をしている。キャットの正体を知っている。
フィービー（Phoebe Pherber）
声：タバサ・セント・ジェルマン
1999年（平成11年）10月16日生まれ
フィオナの知り合いで、家は裕福。メキシコ系。
クープに片思いしているが、クープからはうっとうしがられている。また、キャットの件で、ミリーのことをよろしく思っていない。彼女自身はハニーフラッフという白く太った猫を飼っている。
ブラニガン先生（Miss. Brannigan）
クープの担任教師、金髪で緑色の目をした女性。
ローン（Lorne）
声：山下亜矢香
1996年（平成8年）8月28日生まれ
クープとデニスの親友。ビデオを持って写すのが特徴。クープの事を「猫少年」と呼ぶ。
ハーリー（Harley）
1997年（平成9年）9月13日生まれ
声：ブライアン・ドラモンド/西優子
クープとデニスの親友。常に前面に「H」と書かれたニット帽をかぶっていて、ローンといつも一緒にいる。ローン同様、クープの事を「猫少年」と呼ぶ。
マンソンさん（Old Lady Munson）
声：リンダ・ソレンソン/斉藤貴美子
クープたちの隣人で、愛犬家。「バートンバーガー!」と言ったりしながらクープとパパに威張っているが、ミリーに対しては優しく接している。170体のノーム人形を庭に配置している。

### キャットの関係者
Kat Kommander
キャットを地球に送り込んだ異星人で、惑星キャットニップの支配者。
Mr. Kitten
Kat Kommanderの息子で反抗的な性格。
Mr. Cheeks
声：クリストファー・ゲーズ
ミリーのクラスで飼われているハムスター。しかし実はハムスター型異星人で、ミリーを殺して、地球を手に入れようと企んでいる。キャットの種族とは仲が悪い。

## スタッフ

### 日本語版制作
- 翻訳：前田美由紀、草刈かおり
- 演出：飯塚康一
- 録音制作：HALF H・P STUDIO

## サブタイトル

### シリーズ物
1. 戦いの始まり (Let the Games Begin)/ゾンビ・キャットの夜 (Night of the Zombie Kat)
2. ツリーハウスぼくらの要塞 (Do Not Fort Sake Me)/おいしすぎるクッキー (Cookie D'Uh)
3. オオカミネコにご注意 (Beware the Were-Coop)/ハロウィーンの怪事件 (Trick or Threat)
4. 旗とりゲームは命がけ (Capture the Kat)/銀河を守れ (Outer Space Case)
5. 風邪の特効薬 (Flu the Coop)/不思議なキャビネット (Class Act)
6. 催眠ネコの恐怖 (Hypnokat)/アレルギーって大変 (The Allergy)
7. 耳の痛～いお話 (Stall that Jazz)/お家は工事中 (Under Destruction)
8. 不法侵入お断り (Trespassers Will Be Persecuted)/うるさい鳴き声 (Me-Oh-Me-Oh Meow)
9. 父と息子の釣り大会 (Something Fishy in Owl Lake)/授業参観は大騒ぎ (Dire Education)
10. 蚊がブンブン (Buzz Off!)/ダイエットショー (Fat Kat)
11. ツタンニャーメンの呪い (Curse of Tutankitty's Tomb)/ペットの不満 (Pet Peeved)
12. 追って追われて (Nip/Duck)/おもちゃを取り戻せ (Search and De-Toy)
13. ネコくっついた (Just Me and Glue)/ペットショー (You'll Be Show Sorry)
14. テストに勝った理由 (How the Test was Won)/ボクは大丈夫 (I'm Okay, You're a Kat)
15. ダイアル”B”を回せ (Dial "B" for Babysitter)/となりの芝生はコワイ (The Grass is Always Meaner)
16. カンフー・クープ対空手キャット (Crouching Cooper, Hidden Kat)/キャットのいたずら (Tom-Kat Foolery)
17. あぶない静電気 (Don't Give Me No Static)/歴史的な試合 (Storm Drained)
18. UFO大騒動 (U.F. Float)/楽しい氷遊び (Play N'Ice)
19. 恐怖ハウス (House of Scream)/びっくりガーデニング (Planter's Warp)
20. なかよし家族 (One Big, Happy Family)/サバイバルキャンプ (Happy Campers)
21. キャットトレーナー (Kat Whisperer)/バートンバーガーに恋して (Bend It Like Burtonburger)
22. 去年の夏、突然に? (Suddenly Last Slammer)/消えるネコ (The Kitty Vanishes)
23. 頼もしい犬 (In Dog We Trust)/ボクの気持ちを分かって (Catch My Drift)
24. ハッカー・キャット (Hack Kattack)/ロケット発射 (It's a Rocket, Man)
25. フィッシーフリスキービッツ事件 (Fishy Frisky Business)/困ったゴルフ (Teed Off)
26. キャットのクリスマス (Kid vs. Kat vs. Christmas)
27. いとしのフィオナ/コチョコチョしちゃうぞ
28. ノミの脳/デニスの大作戦
29. ブラステロイド・ブルース/ネズミ取りにご注意
30. ゴミゴミ大騒動/エイリアンをつかまえろ
31. キャット・トゥ・ザ・フューチャー (Kat to the Future)
32. 誤解しないで/ビーチは大混乱
33. 地球で一番暑い日/エコロジー大戦争
34. 下水道モンスターの恐怖/お仕事大作戦
35. 巨大な犬に気をつけろ/最強のボディガード
36. 小さいエイリアンがやってきた/交換しよう
37. さあ出かけよう!/毛糸がほしい
38. ミスター・チークの陰謀/おばけかぼちゃに夢中
39. ミスター・チークの逆襲/バースデーボーリング
40. 王女様ミリー/留守番はイヤだ
41. 執事におまかせを/透明キャットあらわる
42. スケートボーダー・キャット/マンソンさんの黄金
43. ゆらゆらなんて大嫌い/いとしのフィッシー・フリスキー・ビッツ
44. ノームの王様/マンソンさんの川下り
45. 記憶を取り戻せ/びっくりドライブインシアター
46. 毛玉大戦争/ホットドッグ・デイ
47. クープが指名手配!?/ダイヤ泥棒を追え
48. マンソン先生がやってきた/小さなクープの大冒険
49. 最強のサッカーシューズ/原始人クープ
50. アイスクリームを手に入れろ/幸運のお守り
51. オバケ屋敷へようこそ/操られたエージェント
52. キャットの帰還 (The Kat Went Back)

### ショートバージョン
「キック　ザ・びっくりボーイ」「KING兄弟」などの他番組の放送直前に、突発的に流れる2～3分程度の短編。
1. 映画館で大騒動
2. ハチはこわいよ
3. 歯医者さんで大乱闘
4. 空高くダイブ
5. あなたに愛をこめて
6. レストランで大失敗
7. パドルボール
8. ネコ少年最新情報
9. 見事なシュート
10. きれいに洗おう
11. もてあそばないで